# Le tombeau de Couperin
Le tombeau de Couperin (Elegia per Couperin) è una suite per pianoforte del compositore francese Maurice Ravel. Venne composta fra il 1914 e il 1917 durante la prima guerra mondiale: ogni movimento è dedicato a un amico del compositore caduto in guerra.

## Storia
Ravel, trentanovenne allo scoppio della prima guerra mondiale, venne arruolato in artiglieria come autista di camion e ambulanze. A causa della sua debolezza fisica rimase al fronte per poco tempo e poi rimandato a casa per un principio di dissenteria. Riuscì in tal modo a scampare dai pericoli della guerra, ma non fu così per diversi suoi amici, caduti combattendo per la patria.
I tombeaux, anche detti "apothéoses", erano delle elegie funebri; nella tradizione musicale del settecento comprendevano delle raccolte strumentali composte per onorare musicisti o anche celebri personaggi. Le tombeau de Couperin, iniziata prima dello scoppio della guerra, e inizialmente pensata come un tributo a François Couperin, recherà alla fine una doppia dedica, quella al grande maestro del clavicembalo barocco e quella agli amici scomparsi.

## Movimenti
La suite non è strutturata secondo il classico canone barocco, a cui si ispira, ma lo imita, riportando sia movimenti di danza (Furlana, Rigaudon, Minuetto) che brani tipicamente strumentali (Preludio, Fuga, Toccata).
- I. Prélude

"Alla memoria di Jacques Charlot" (che trascrisse Ma Mère l'Oye per pianoforte solo)
- Mi minore, 12/16, Vif
- II. Fugue

"Alla memoria di Jean Cruppi" (alla cui madre Ravel aveva dedicato l'opera L'heure espagnole)
- Mi minore, 4/4, Allegro moderato
- III. Forlane

"Alla memoria del tenente Gabriel Deluc" (pittore basco proveniente da Saint-Jean-de-Luz)
- Mi minore, 6/8, Allegretto
- IV. Rigaudon

"Alla memoria di Pierre e Pascal Gaudin" (fratelli uccisi dalla stessa granata)
- Do maggiore, 2/4, Assez vif
- V. Menuet

"Alla memoria di Jean Dreyfus" (nella cui casa Ravel si era rifugiato dopo essere stato smobilitato)
- Sol maggiore, 3/4, Allegro moderato
- VI. Toccata

"Alla memoria di Joseph de Marliave" (musicologo, marito di Marguerite Long)
- Mi maggiore, 2/4, Vif

## Prima esecuzione
La première della suite fu eseguita presso la Salle Gaveau, a Parigi, l'11 aprile 1919, per opera di Marguerite Long, vedova di uno dei dedicatari. Ravel era intenzionato a far eseguire la prima al termine della stesura della composizione, ma un bombardamento sulla città impedì l'avvenimento. Aspettando di poter avere la prima esecuzione, Ravel orchestrò Prélude, Forlane, Menuet e Rigaudon (in questo preciso ordine, 1918). La prima esecuzione della versione orchestrale avvenne il 28 febbraio 1920, alla Salle Érard, con l'orchestra dei Concerts Pasdeloup sotto la direzione di Rhené-Baton.
Circa otto mesi dopo quest'ultima esecuzione, i Balletti svedesi di Rolf de Maré misero in scena un balletto sulle tre danze della suite, con le coreografie di Jean Börlin.

## Organico
Se per la versione originaria è previsto il solo pianoforte, per la versione orchestrale sono previsti due flauti, due oboi, corno inglese, due clarinetti, due fagotti, due corni, tromba, arpa e archi.